# 中华人民共和国治安管理处罚法
《中华人民共和国治安管理处罚法》是中华人民共和国的一部法律，主要规管违反治安管理，尚不够刑事处罚的行为。该法于2005年8月28日在第十届全国人民代表大会常务委员会第十七次会议通过，2006年3月1日起施行。前身为《中华人民共和国治安管理处罚条例》。
与世界上大多数国家几乎没有直接对应的治安管理处罚法律制度比较，中华人民共和国的治安管理处罚法律以其独立存在的历史地位维护社会治安秩序，在人民生活中发挥着重要的作用。而该法亦被部分人士称为“小刑法”。

## 历史
《治安管理处罚法》的前身为《治安管理处罚条例》。1955年，《治安管理处罚条例》起草小组成立，主要执笔人是吴世昌，原公安部消防局局长、武警少将刘式浦也是该法的主要起草人。1956年，中共八大提出，大规模阶级斗争已经过去，应健全民主法制，也加快了立法进度。由于治安管理处罚条例已经起草数年时间，历经反复征求各界意见和修改令刘式浦感到焦躁。在一次“大鸣大放”会上，刘式浦就该法的立法进度太慢作出批评，之后险些被错划为“右派”，后来以“只是同情右派，属于思想错误”了结。不久后刘式浦得知该法已经报全国人大常委会审议。
1957年10月22日，《治安管理处罚条例》在第一届全国人大常委会第八十一次会议通过并施行。由于当时的法律名称尚未进行严格的分类规范，国务院通过的行政法规称“条例”，全国人大常委会通过的法律有的也称为“条例”，而该法则以“条例”命名。但就法律规范的位阶而言，当时全国人大常委会通过的虽然以“条例”命名，实际上属于法律。在中华人民共和国成立后，中华民国大陆时期的全部旧法均已废除，但仍需部分留用《违警罚法》。尽管当时争议很大，1957年《治安管理处罚条例》还是吸收了很多《违警罚法》内容。另外关于法律名称的争论分歧也比较大。在制定的过程中，有部分人士建议法律名称加上“行政”两个字，即“治安行政管理处罚条例”，直至报全国人大常委会审议时仍然存在争议。最终为突出其行政管理性质，正式以“治安管理处罚条例”作为法律名称。与此同时，条例实施后，针对“罚款”处罚上的争议开始出现，此后也令毛泽东开始关注此问题。1958年，公安部决定暂停“罚款”处罚。
1986年，第六届全国人大常委会第十七次会议通过了新的《治安管理处罚条例》，并于1987年1月1日起施行。1994年5月12日，第八届全国人大常委会第七次会议对该条例进行修订，并重新公布施行。尽管当时对“条例”和“法”已有区别，但仍以尊重历史、适应现实的原则，继续沿用“条例”名称，以便群众更好地适应法律。另外在1996年制定《行政处罚法》时，已经考虑到治安管理处罚条例与行政处罚法的关系问题。但治安管理处罚条例作为特别法，与行政处罚法并不抵触。
进入21世纪后，随着社会经济的发展，社会治安涌现出诸多新情况、新问题。与此同时，新公布的《刑法》、《行政处罚法》、《行政复议法》、《行政诉讼法》和《道路交通安全法》等法律的制定，使得该条例中的一些规定与之相抵触，在具体的执行过程中也使执法者遭遇尴尬。另外为适应经济发展水平，既有的条例所规定的罚款数额明显偏低，需要加大罚款幅度。2004年10月，第十届全国人大常委会第十二次会议审议《中华人民共和国治安管理处罚法（草案）》，是对《中华人民共和国治安管理处罚条例》的修订，同时其名称也由“条例”更名为“法”，以此更加符合《立法法》的规定。2005年8月28日，第十届全国人大常委会第十七次会议通过《中华人民共和国治安管理处罚法》，于2006年3月1日起施行。公布后的《治安管理处罚法》增加了單位作为处罚对象，单位違反治安管理的，對其直接負責的主管人員和其他直接責任人員依照該法的規定處罰。
2011年1月8日，国务院总理温家宝印发第588号国务院令《国务院关于废止和修改部分行政法规的决定》，对46件行政法规中引用的“治安管理处罚条例”修改为“治安管理处罚法”。2012年10月26日，第十一届全国人民代表大会常务委员会第二十九次会议通过关于修改《中华人民共和国治安管理处罚法》的决定，仅对第六十条第四项进行修改。
2017年1月，公安部曾公布《治安管理处罚法（修订公开征求意见稿）》。由于对征求意见稿争议较大，最终国务院暂缓了修订草案的批准工作。其后，有关完善和修改治安管理处罚法的呼声不断。
2023年6月，国务院常务会议原则通过《中华人民共和国治安管理处罚法（修订草案）》，提请全国人大常委会审议。2023年8月28日，第十四届全国人大常委会第五次会议提请审议《中华人民共和国治安管理处罚法（修订草案）》，司法部部长贺荣在作说明时称，修订草案立足及时有效化解矛盾纠纷、维护社会治安秩序，将新出现的影响社会治安的行为纳入管理范围，并增加相应的处罚措施。针对近年来出现的热点社会问题，修订草案增列数种应予处罚的行为，其中包括考试作弊、组织领导传销、以抢夺方向盘等方式妨碍公共交通工具驾驶、升放携带明火的孔明灯、高空抛物、无人机“黑飞”、非法使用窃听窃照器材等，同时对损害未成年人权益行为从重处罚，并增加对未成年人违反治安管理记录封存制度的规定，以及已满14周岁不满16周岁未成年人一年内二次以上违法可执行行政拘留。另外，修订草案与新修订的行政处罚法等其他法律衔接协调，进一步合理设定处罚措施和幅度，优化处罚程序。9月1日，《治安管理处罚法（修订草案）》公开征求意见至9月30日。据全国人大官网显示，修订草案公开征求意见8天来，已收到59302人提出的70161条修改意见，是同期征求意见的五部法律草案中最多的一部。历经两年三次审议，修订后的《治安管理处罚法》于2025年6月27日通过，自2026年1月1日起施行。修订后的法律除了纳入新出现的影响社会治安行为的处罚外，还加大了对未成年人的治安处罚，如未成年人一年内二次违法或情节恶劣者、组织胁迫未成年人在酒吧、歌厅从事有偿陪侍将被追究行政处罚，另外对殴打、恐吓等学生欺凌行为依法处理并联动学校建立追责机制。修订后的法律也确立了治安违法记录封存制度，除有关国家机关为办案需要或者有关单位根据国家规定进行查询的，公民违反治安管理的记录将应当予以封存，不得向任何单位和个人提供或者公开。

## 内容
《治安管理处罚法》共分为6章119条内容，包括“总则”、“处罚的种类和适用”、“违反治安管理的行为和处罚”、“处罚程序”、“执法监督”和“附则”。其中“总则”囊括了本法的适用范围与政府机构职责；“处罚的种类和适用”明确治安管理处罚的种类和针对不同类型违法者的例外规定，对于特定类型的违法者可以根据不同情形采取从轻、减轻、不予处罚，或者从重处罚；“违反治安管理的行为和处罚”分为四节，分别是扰乱公共秩序、妨害公共安全、侵犯人身财产权利以及妨害社会管理的行为和处罚；“处罚程序”分为调查、决定、执行三个部分，明确治安管理处罚流程的具体规定；“执法监督”明确公安机关及其人民警察针对治安管理处罚应当履行的责任。
根据《治安管理处罚法》第十条，治安管理处罚的种类分为警告、罚款、行政拘留及吊销公安机关发放的许可证。对违反治安管理的外国人，可以附加适用限期出境或者驱逐出境。

## 争议

### “紧急状态”相关争议
《治安管理处罚法》第五十条第一款载明了关于拒不执行在紧急状态情况下依法发布的决定、命令的相关条款，其内容如下：
有下列行为之一的，处警告或者二百元以下罚款；情节严重的，处五日以上十日以下拘留，可以并处五百元以下罚款：

（一）拒不执行人民政府在紧急状态情况下依法发布的决定、命令的；

在实际操作中，地方政府在防汛救灾、特定时间禁止燃烧秸秆以及2019冠状病毒病疫情乙类甲管防控等期间，如有违反相应规定的行为均可按照该规定进行处罚。然而依据《中华人民共和国宪法》和《中华人民共和国突发事件应对法》，进入紧急状态必须经过相应的法律程序。尤其是中国大陆各地出现疫情后，从未因疫情而经全国人大常委会决定，或授权国务院宣布进入紧急状态。因此无论是从法理上还是事实上，都没有进入紧急状态。另外“紧急状态条款”存在诸多不确定法律概念，更具有模糊性，因此有沦为“口袋罚”的倾向。也有部分人士认为，该条文中的“紧急状态”应当作扩大理解，既可以指《宪法》中规定的国家层面的“紧急状态”，也可以指其他法律法规有明确规定及授权的地方层面的“紧急状态”。

### 2023年修訂草案
2023年9月，《治安管理处罚法》修订草案公布，其中第三十四条首次将“有损中华民族精神，伤害中华民族感情”的行为纳入处罚范围。此次修订引发争议，一些法律学者公开提出反对意见。大部分人士普遍认为，修订草案并未对“伤害中华民族感情”或“有损中华民族精神”的行为做出具体定义，导致法律人士和网民质疑其可能演变成新的口袋罪。清华大学法学院教授劳东燕在微博中表示这是内涵极为模糊的概念，容易造成任意扩张行政处罚的范围，并且可能激化警民矛盾。劳东燕指出，民族精神与民族感情属于文化精神层面的事务，国家可以进行倡导，但不应通过法律强制的方式来推行，并警示这将会刺激民粹主义和极端民族主义情绪的蔓延，从而进一步恶化公众舆论环境，甚至给中国的外交造成障碍。《环球时报》前主编胡锡进也为此发文批评，认为应对相关内容做进一步完善，针对疑义将“有损中华民族精神”“伤害中华民族感情”的情况做出细化，例如直接指明上述言行与法西斯、军国主义及民族分裂势力等之间的关系，以此避免误解。另外华东政法大学宪法学教授童之伟、香港大学法律学院教授刘思达、中国政法大学教授陈碧均对此提出批评。湖南官方媒体红网则评论认为，“不是说冒犯民族情感的行为不应该被处罚，而是在具体法律用语的应用上，必须做到严谨精确”。
另外，草案的第59条也同样引起学者担忧。中国政法大学教授赵宏在一篇文章中表示，将“侮辱”、“谩骂”当作阻碍行为，意味着普通人或许会仅仅因为辱骂被拘留，违背了现代法治的“少拘慎罚”观念。不过最初发表于澎湃新闻的文章则被删除。除此之外，允许公安机关强制检查人身、采集公民肖像、指纹、血液等信息、禁止未经批准的无人机飞行等也纳入草案中，反对意见认为其纵容滥用公权力。而中国官方媒体《光明日报》则称：“这些新的举措，都是为了适应新的社会形势，更好维护社会治安秩序，保障公共安全，将在保护公民、法人和其他组织的合法权益等方面发挥重要作用”。9月11日，全国人大常委会法工委发言人办公室发言人就此回应表示，全国人大常委会法制工作机构将认真梳理和研究，提出修改完善或者妥善处理的建议。全国人大宪法和法律委员会根据全国人大常委会、有关专门委员会的审议意见和各方面提出的意见，对法律草案进行统一审议，提出修改情况的汇报或者审议结果报告和法律草案修改稿，依照法定程序提请常务委员会审议。
最終，在收到广泛批评后，全国人大常委会2024年6月公布的新修订《治安管理处罚法》二次审议稿也不再包括伤害民族感情等以及具體違法事項等字眼。2025年6月27日修订通过的《治安管理处罚法》第三十五条第五款中，“伤害民族感情”被明确为“在公共场所或者强制他人在公共场所穿着、佩戴宣扬、美化侵略战争、侵略行为的服饰、标志，不听劝阻，造成不良社会影响的”，将受到治安处罚。

## 備註
1. ↑  依据《宪法》第六十七条和第八十九条的规定，有权决定紧急状态的机关分别是全国人大常委会和国务院。全国人大常委会有权决定全国或者个别省、自治区、直辖市进入紧急状态，国务院有权依照法律规定决定省、自治区、直辖市范围内部分地区进入紧急状态[17]。依据《宪法》第八十条的规定，紧急状态的宣布须经国家主席签署主席令批准。
2. ↑  依据《突发事件应对法》第六十九条的规定，发生特别重大突发事件，对人民生命财产安全、国家安全、公共安全、环境安全或者社会秩序构成重大威胁，采取本法和其他有关法律、法规、规章规定的应急处置措施不能消除或者有效控制、减轻其严重社会危害，需要进入紧急状态的，由全国人民代表大会常务委员会或者国务院依照宪法和其他有关法律规定的权限和程序决定。
3. ↑  以侮辱、谩骂、威胁、围堵、拦截等方式阻碍人民警察依法执行职务的，从重处罚。